# FFH-Gebiet Wald nordwestlich Boksee

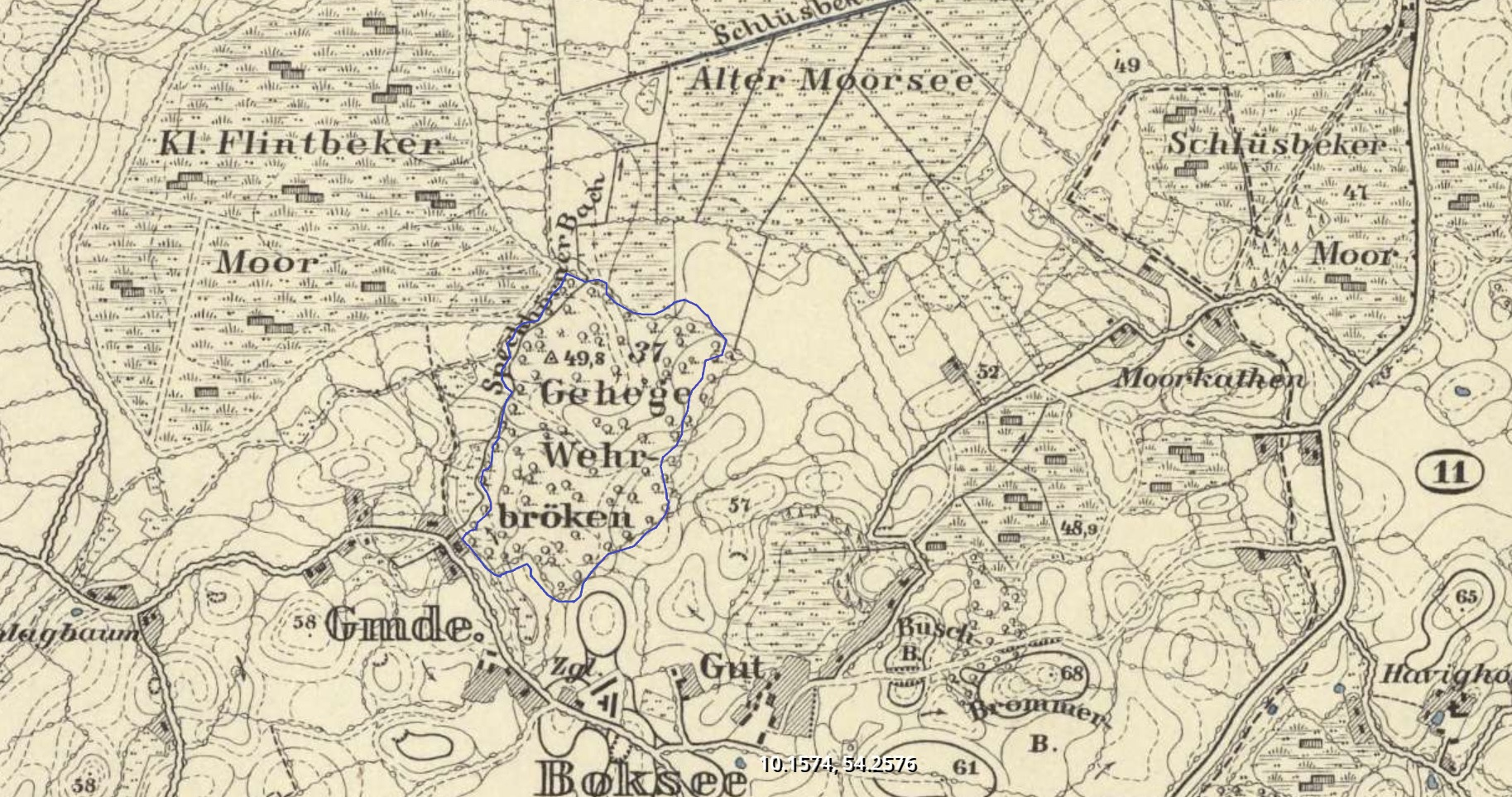
Bild 1ː Wald nordwestlich Boksee um 1877 (blau umrandet das heutige FFH-Gebiet)

Das FFH-Gebiet Wald nordwestlich Boksee ist ein NATURA 2000-Schutzgebiet in Schleswig-Holstein im Kreis Plön im Nordwesten der Gemeinde Boksee.
Es hat eine Größe von 25 Hektar und ist ein mit einer Wallhecke (Knick) umgebenes Waldstück, das zum Teil zum Staatsforst Neumünster gehört und auch in aktuellen Karten den Namen Gehege Boksee trägt. Seine größte Ausdehnung liegt mit 730 Meter in Nordsüdrichtung. Das FFH-Gebiet liegt im Naturraum „Moränengebiet der Oberen Eider“ (Landschafts-ID 70202) in der Haupteinheit „Ostholsteinisches Hügelland“. Diese ist wiederum Teil der Naturräumlichen Großregion 2. Ordnung Schleswig-Holsteinisches Hügelland. Es liegt geologisch in leicht hügeligem Gelände auf einer Grundmoräne der Weichsel-Kaltzeit. Die höchste Erhebung mit 59,8 Meter über Normalhöhennull (NHN) liegt im Südosten. Der niedrigste Bereich liegt mit 47 Meter über NHN im Norden, siehe auch Karte 1.
Das FFH-Gebiet entwässert über den Speckhörner Bach, der gleichzeitig die Westgrenze des FFH-Gebietes darstellt. Dieser mündet über Schlüsbek, Neuwürener Au, Alte Schwentine und Schwentine in die Ostsee.
Das FFH-Gebiet ist fast vollständig mit Laubwald bedeckt. Hierbei handelt es sich um einen historischen Waldstandort. Nach der Karte des Deutschen Reiches, Ausgabe 1877, ist der Wald schon damals ausschließlich mit Laubbäumen bestockt gewesen und wurde Gehege Wehrbröken genannt, siehe Bild 1. Es grenzt im Nordwesten an das Kleinflintbeker Moor und im Norden an das trockengelegte Moor Alter Moorsee. Das FFH-Gebiet wird durch einen in nordöstlicher Richtung durch das FFH-Gebiet verlaufenden Grenzwall in nahezu zwei gleiche Teile getrennt. Der westliche Teil befindet sich im Privatbesitzt mehrerer Eigentümer und der östliche Teil ist im Eigentum der Schleswig-Holsteinischen Landesforsten (SLSH).

## FFH-Gebietsgeschichte und Naturschutzumgebung
Der NATURA 2000-Standard-Datenbogen (SDB) für dieses FFH-Gebiet wurde im Mai 2004 vom Landesamt für Landwirtschaft, Umwelt und ländliche Räume (LLUR) des Landes Schleswig-Holstein erstellt, im September 2004 als Gebiet von gemeinschaftlicher Bedeutung (GGB) vorgeschlagen, im November 2007 von der EU als GGB bestätigt und im Januar 2010 national nach § 32 Absatz 2 bis 4 BNatSchG in Verbindung mit § 23 LNatSchG als besonderes Erhaltungsgebiet (BEG) bestätigt. Der SDB wurde zuletzt im Mai 2019 aktualisiert. Der Managementplan für das FFH-Gebiet wurde im 28. Juli 2016 veröffentlicht.
Das FFH-Gebiet liegt vollständig im Schwerpunktraum 257 des landesweiten Biotopverbundsystems.

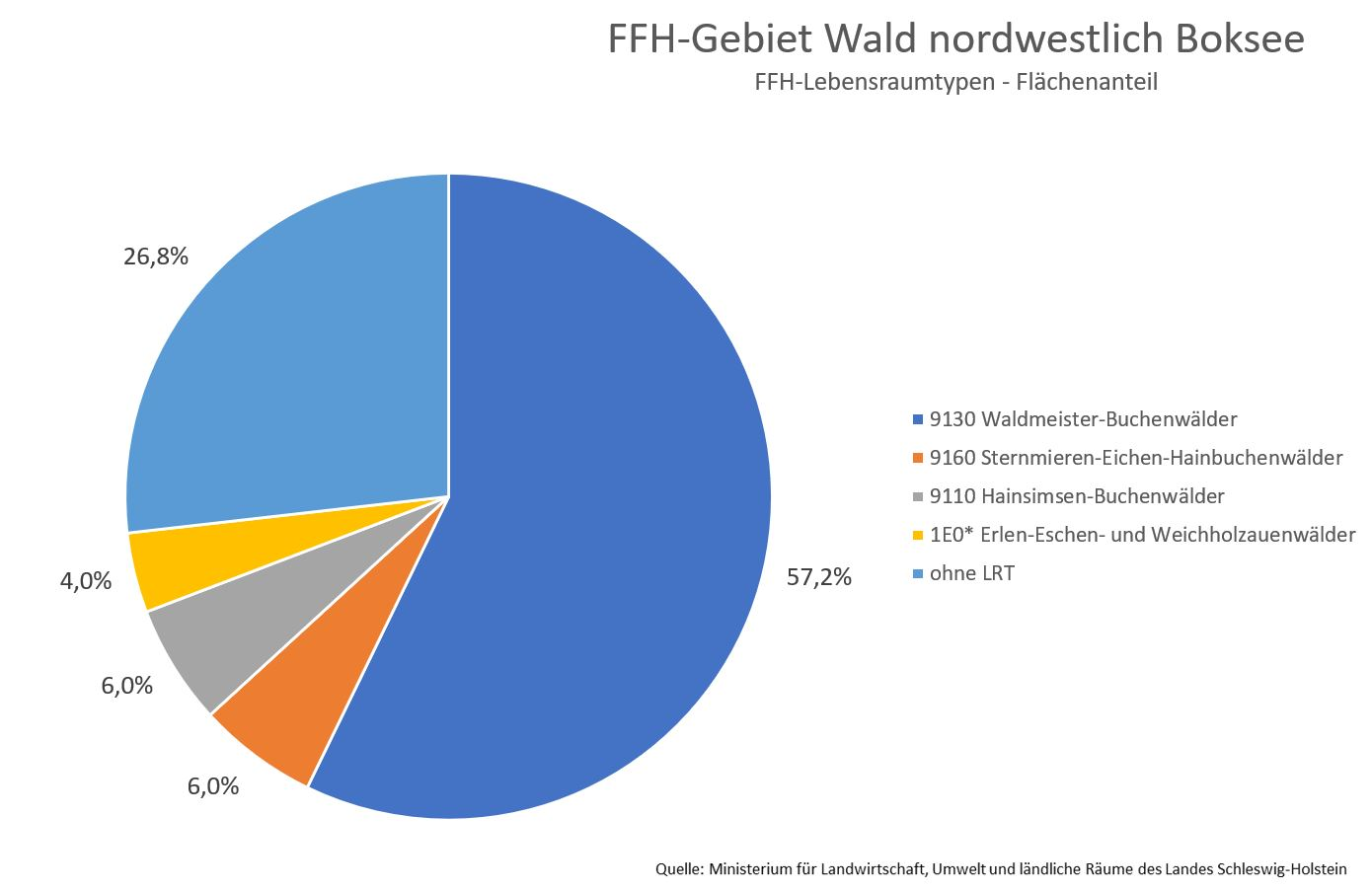
Diagramm 1ː FFH-Lebensraumtypen im FFH-Gebiet Wald nordwestlich von Boksee

Mit der Gebietsbetreuung des FFH-Gebietes nach § 20 LNatSchG wurde durch das LLUR noch keine Institution beauftragt (Stand November 2022).

## FFH-Erhaltungsgegenstand
Laut Standard-Datenbogen vom Mai 2019 sind folgende FFH-Lebensraumtypen (LRT) und Arten als FFH-Erhaltungsgegenstände mit den entsprechenden Beurteilungen zum Erhaltungszustand der Umweltbehörde der Europäischen Union gemeldet worden (Gebräuchliche Kurzbezeichnung (BfN)):
FFH-Lebensraumtypen nach Anhang I der EU-Richtlinie:
- 9110 Hainsimsen-Buchenwälder (Gesamtbeurteilung B+C)[15]

- 9130 Waldmeister-Buchenwälder (Gesamtbeurteilung B)[16]
- 9160 Sternmieren-Eichen-Hainbuchenwälder (Gesamtbeurteilung B)[17]
- 91E0* Erlen-Eschen- und Weichholzauenwälder (Gesamtbeurteilung C)[18]

Arten gemäß Artikel 4 der Richtlinie 2009/147/EG und Anhang II der Richtlinie 92/43/EWG wurden nicht in den SDB aufgenommen:
Das FFH-Gebiet ist ausschließlich mit FFH-Lebensraumtypen der Wälder bedeckt. Gut ein Viertel der Fläche ist keinem LRT zugeordnet, siehe Diagramm 1 und besteht zum Teil aus nicht standorttypischen Nadelbäumen. Im Wald befinden sich bis zu 150 Jahre alte Eichen-, Erlen- und Buchenbestände.

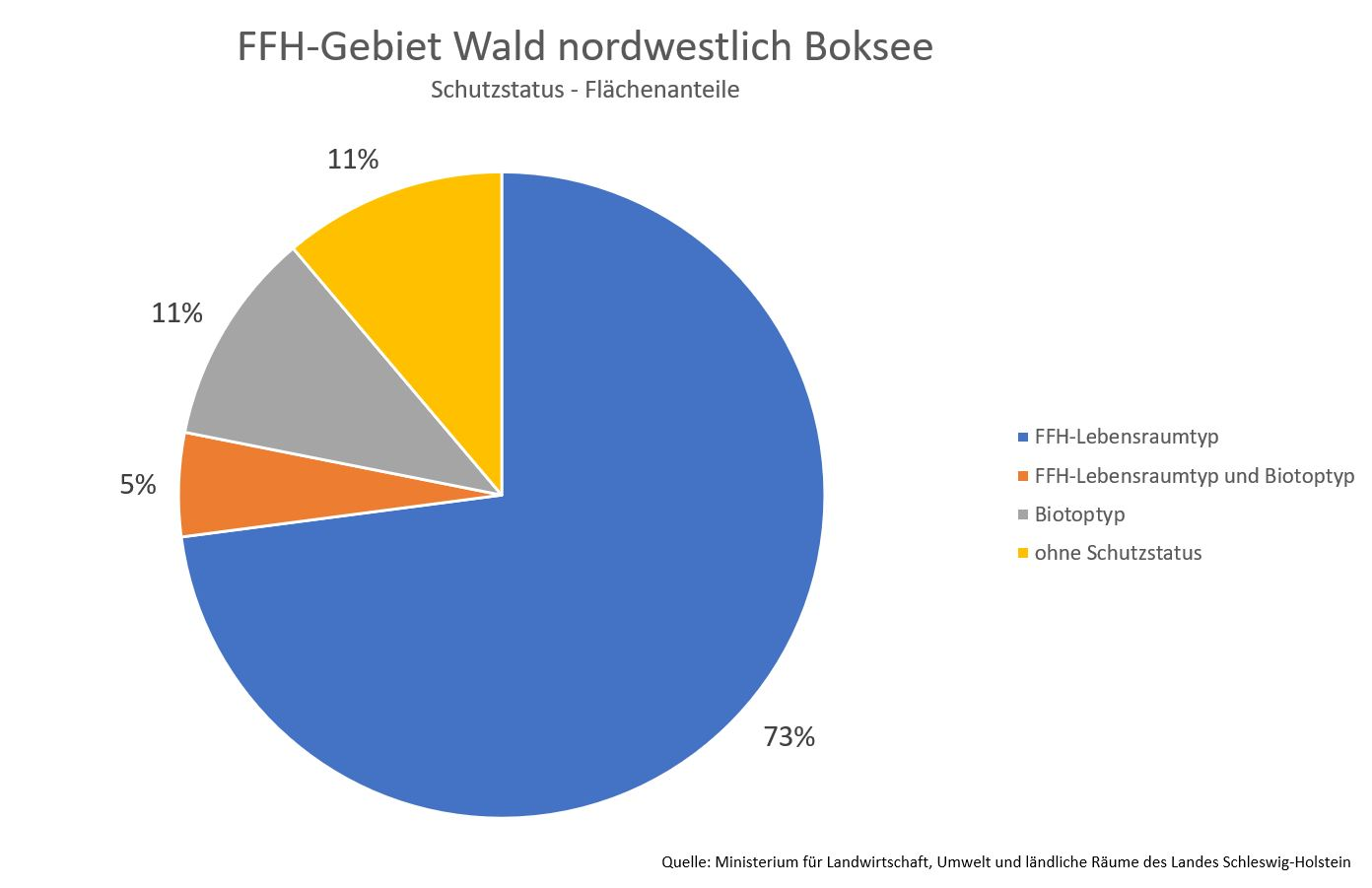
Diagramm 2 Schutzstatus im FFH-Gebiet Wald nordwestlich von Boksee

Am 26. August 2015 wurde die letzte Nachkartierung der FFH-Lebensraum- und Biotoptypen im FFH-Gebiet durchgeführt (Stand November 2023). Danach sind gut drei Viertel der Gebietsfläche mit FFH-Lebensraumtypen belegt, davon sind ein kleiner Teil auch gesetzlich geschützte Biotope und knapp ein Viertel ist keinem der beiden Schutzstati zugeordnet, siehe Diagramm 2. Die ausschließlich als gesetzlich geschützte Biotope ausgewiesenen Flächen im FFH-Gebiet bestehen hauptsächlich aus feuchten Standorten mit Erlen-Buchenwald (WBe) und Erlen-Eschen-Sumpfwald (WEe).

## FFH-Erhaltungsziele
Aus den oben aufgeführten FFH-Erhaltungsgegenständen werden als FFH-Erhaltungsziele von besonderer Bedeutung die Erhaltung folgender Lebensraumtypen und Arten im FFH-Gebiet vom Ministerium für Energiewende, Landwirtschaft, Umwelt und ländliche Räume des Landes Schleswig-Holstein erklärt:
- 9110 Hainsimsen-Buchenwälder
- 9130 Waldmeister-Buchenwälder
- 91E0* Erlen-Eschen- und Weichholzauenwälder

## FFH-Analyse und Bewertung

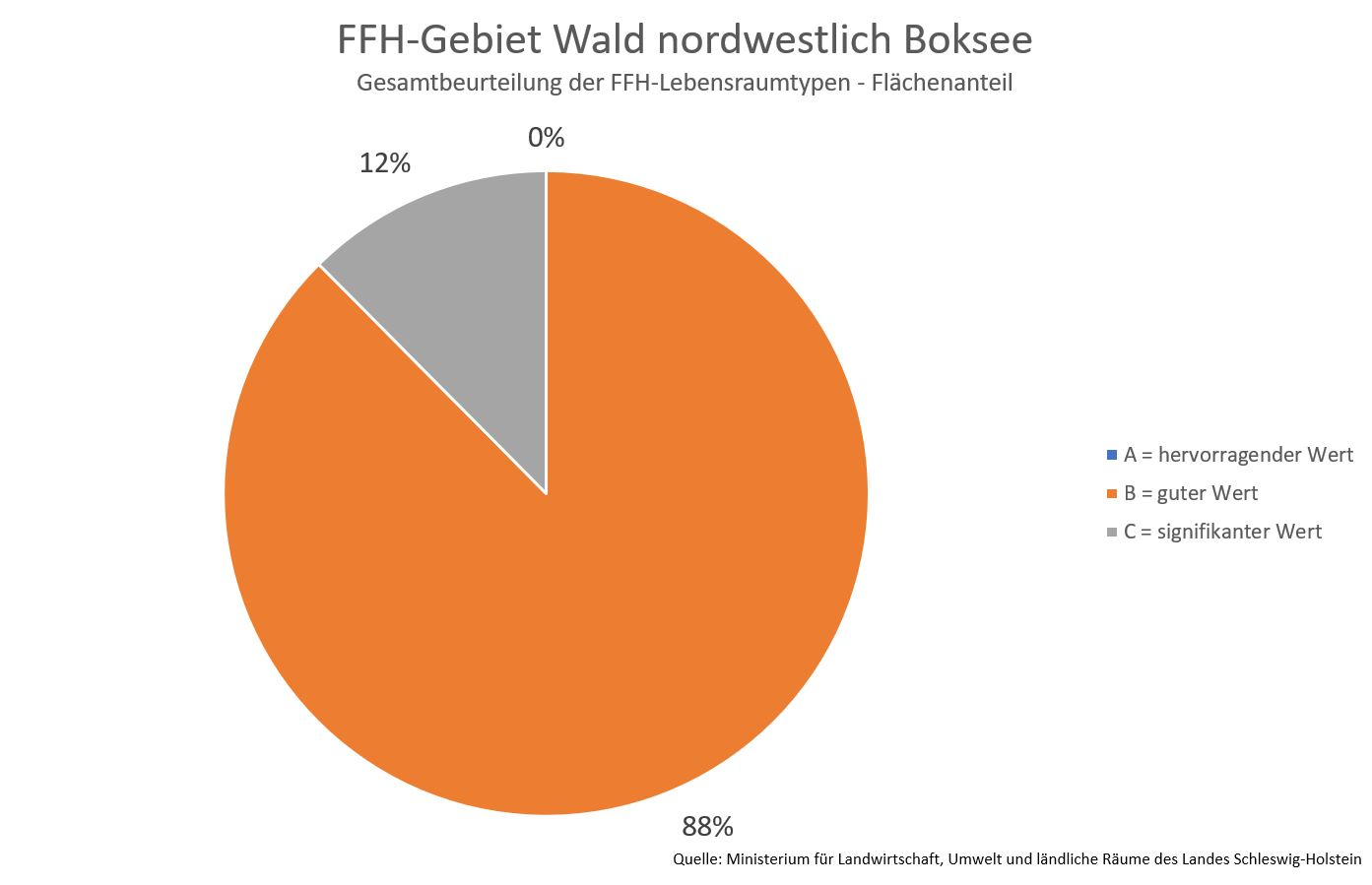
Diagramm 3ː Gesamtbewertung der FFH-LRT-Flächen

Das Kapitel FFH-Analyse und Bewertung im Managementplan beschäftigt sich unter anderem mit den aktuellen Gegebenheiten des FFH-Gebietes und den Hindernissen bei der Erhaltung und Weiterentwicklung der FFH-Lebensraumtypen und Arten. Die Ergebnisse fließen in den FFH-Maßnahmenkatalog ein.
Knapp neun Zehntel aller FFH-Lebensraumflächen haben im SDB eine gute Gesamtbewertung zugesprochen bekommen, siehe Diagramm 3. Der LRT 91E0* Erlen-Eschen- und Weichholzauenwälder und ein Teil des LRT 9110 Hainsimsen-Buchenwälder  hat kein gute Gesamtbewertung zugesprochen bekommen. Im Gebiet der SHLF ist der überwiegende Teil als Naturwald ausgewiesen. Dort ist jegliche Nutzung im Wald untersagt. In den Flächen ohne LRT liegen Flächen die laut Biotopverordnung  gesetzlich geschützte Biotoptypen enthalten. Hier handelt es sich um die Biotoptypen (WB) Bruchwald und -gebüsch und (WE) Feucht- und Sumpfwald. Im Nordosten liegt noch eine Nadelwaldfläche im Privatwald.

## FFH-Maßnahmenkatalog
Der FFH-Maßnahmenkatalog im Managementplan führt neben den bereits durchgeführten Maßnahmen geplante Maßnahmen zur Erhaltung und Entwicklung der FFH-Lebensraumtypen im FFH-Gebiet an. Die Maßnahmen sind in einer Maßnahmenkarte, sowie zur Maßnahmenverfolgung in fünfzehn Maßnahmenblättern eingetragen.
Die vorgeschlagenen Maßnahmen betreffen folgende Schwerpunkte:
- Verringerung des Nadelwaldbestandes im Privatwald
- Erhalt des vorhandenen Wasserhaushaltes durch Pflege der Grabenstaue
- Erhöhung des Anteils an liegendem und stehendem Totholz.

## FFH-Erfolgskontrolle und Monitoring der Maßnahmen
Eine FFH-Erfolgskontrolle und Monitoring der Maßnahmen findet in Schleswig-Holstein alle sechs Jahre statt. Die Ergebnisse des letzten Monitorings wurden noch nicht veröffentlicht (Stand August 2022).